# 華為Ascend Mate 7
Huawei Ascend Mate 7 是一款由中國華為所生產的架構於Android平台的高端大型螢幕平板式智慧型手機（平板手機）。於2014年9月4日於德國柏林IFA展上發佈。
繼承上一代機型（Huawei Ascend Mate 2），Mate7 被設計成一隻更輕的手機、背殼是铝合金材質。